# موتیلال نهرو
موتیلال نهرو (انگلیسی: Motilal Nehru; زادهٔ ۶ مهِ ۱۸۶۱ – درگذشتهٔ ۶ فوریهٔ ۱۹۳۱) وکیل اهل راج بریتانیا بود. وی یک سیاست مدار فعال برای استقلال هند در کنگره ملی هند بود.

## زندگی
موتیلال نهرو در ۱۸۶۱ در الله‌آباد متولد شد.
جواهر لعل نهرو اولین نخست‌وزیر هند فرزند وی بود.